# Ants Nisu
Ants Nisu (* 30. Januar 1950 in Kuressaare, Estland) ist ein ehemaliger sowjetischer Ringer estnischer Herkunft.

## Werdegang
Ants Nisu begann im Jahre 1964 in Tallinn mit dem Ringen. Er entwickelte sich zu einem hervorragenden Ringer im griechisch-römischen Stil. Sein Trainer war Alfred Saviste. Der kräftige Athlet rang in der Halbschwergewichtsklasse, die damals bis 90 kg Körpergewicht reichte. Im Jahre 1970 wurde er sowjetischer Juniorenmeister.
Bei den Senioren gelang es ihm als einem der wenigen estnischen Ringer in die sowjetische Spitzenklasse vorzudringen. Im Jahre 1974 wurde er sowjetischer Vizemeister im Halbschwergewicht und im Jahre 1976 gelang es ihm gar sowjetischer Meister in dieser Gewichtsklasse zu werden. Er gewann zudem in den Jahren 1975 und 1976 das renommierte „Iwan-Poddubny“-Turnier in Moskau, dessen Sieger vom sowjetischen Ringerverband im Allgemeinen bei den großen internationalen Meisterschaften eingesetzt wurden. Leider ist nicht bekannt, ob der damals die Weltelite im Halbschwergewicht beherrschende sowjetische Olympiasieger und mehrfache Weltmeister Waleri Resanzew bei diesen Meisterschaften bzw. Turnieren am Start war. Die estnische Meisterschaft gewann Ants Nisu insgesamt sechsmal.
Ants Nisu wurde im Laufe seiner Karriere nur bei einer internationalen Meisterschaft, der Europameisterschaft 1976 in Leningrad, eingesetzt. Er siegte dort über Fred Theobald aus der Bundesrepublik Deutschland, Allan Karing aus Dänemark und über Stojan Nikolow aus Bulgarien. Er verlor aber gegen Dieter Heuer aus der DDR und gegen Petre Dicu aus Rumänien. Er kam mit diesen Ergebnissen auf den 4. Platz und verpasste damit knapp eine Medaille.
Ants Nisu taucht nach 1976 in keinen weiteren Ergebnislisten mehr auf. Er ergriff den Trainerberuf und ist seit der Selbständigkeit Estlands Trainer im estnischen Ringerverband. Er ist aber auch selber immer noch aktiv und wurde in den Jahren 2004 in Seinäjoki bzw. 2006 in Riga Weltmeister bei den „Masters“ in den Altersgruppen 51–55 Jahre bzw. 56 – 60 Jahre. Er wohnt immer noch in Tallinn.

## Bekannte Resultate
| Jahr | Platz | Wettbewerb                               | Gewichtsklasse | |
| 1970 | 1.    | Sowjetische Juniorenmeisterschaft        | Halbschwer     | |
| 1974 | 2.    | Sowjetische Meisterschaft                | Halbschwer     | |
| 1974 | 1.    | „Werner-Seelenbinder“-Turnier in Rostock | Halbschwer     | vor Pölluste, UdSSR u. Dieter Heuer, DDR |
| 1975 | 1.    | „Iwan-Poddubny“-Turnier in Moskau        | Halbschwer     | |
| 1976 | 1.    | Sowjetische Meisterschaft                | Halbschwer     | |
| 1976 | 1.    | „Iwan-Poddubny“-Turnier in Moskau        | Halbschwer     | |
| 1976 | 4.    | EM in Leningrad                          | Halbschwer     | mit Siegen über Fred Theobald, BRD, Allan Karing, Dänemark u. Stojan Nikolow, Bulgarien u. Niederlagen gegen Dieter Heuer u. Petre Dicu, Rumänien (beide Ringer disqualifiziert) |

Anm.: alle Wettbewerbe im griechisch-römischen Stil, EM = Europameisterschaft, Halbschwergewicht, damals bis 90 kg Körpergewicht